# Jeremy Vennell

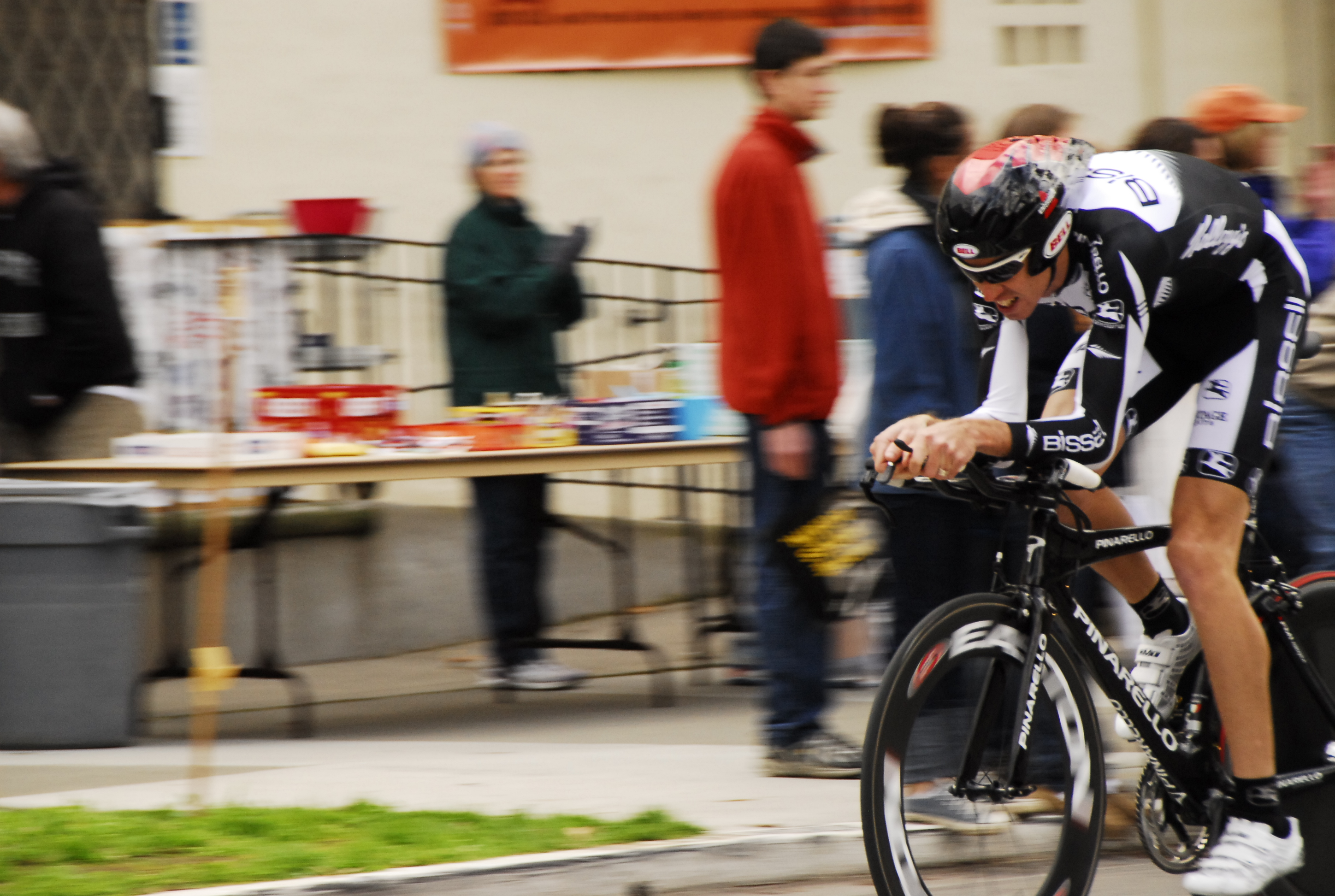
Jeremy Vennell.

Jeremy Vennell (6 oktober 1980) is een Nieuw-Zeelands voormalig wielrenner die van 2003-2013 actief was.

## Belangrijkste overwinningen
2003
Te Mata Peak Hill Climb
Tour of Manawatu
Rotorua to Taupo
2004
Tour of Hawkes Bay
Ronde van Hoegaarden
Ronde van Kreta
2007
3e etappe deel b Ronde van Southland
4e etappe Ronde van Southland
2009
 Nieuw-Zeelands kampioen tijdrijden
3e etappe (tijdrit) Ronde van Wellington
2010
3e etappe Fitchburg Longsjo Classic
Sea Otter Classic
2011
Proloog (ploegentijdrit) Ronde van Southland
2012
The REV Classic

## Ploegen
2005: B&E Cycling Team (tot 22 juni)
2005: Cyclingnews.com (vanaf 22 juni)
2006: DFL-Cyclingnews-Litespeed
2007: DFL-Cyclingnews-Litespeed
2008: Bissell Pro Cycling
2009: Bissell Pro Cycling
2010: Bissell Pro Cycling
2011: Bissell Pro Cycling
2012: Bissell Pro Cycling
2013: Bissell Pro Cycling